# Lamoral de Taxis
Lamoral von Táxis (Bruxelas, 1557 - 7 de julho de 1624) foi um oficial dos Países Baixos Espanhóis. Ele era o filho de Leonardo I von Taxis, Diretor de Correios em Bruxelas. Em 1579, casou-se com Genoveva von Taxis, filha do Correio-Mor de Augsburgo,Seraphin II von Taxis. Em 1606, ele e seu pai foram nomeados oficiais imperiais e, em 16 de janeiro de 1608, Barões reais. Em 27 de julho de 1615, ele tornou-se Diretor de Correios hereditário e, em 8 de junho de 1624 - um mês antes de sua morte - um Conde imperial. Ele também é conhecido como Lamoral I, para distinguí-lo de seu tio, Lamoral Cláudio Franz von Thurn und Taxis.